# 카피톨리나 늑대상
카피톨리나 늑대상 (이탈리아어: Lupa Capitolina)은 로마 건국 신화의 장면을 묘사한 청동 조각상이다. 이 조각상은 암늑대가 로마의 쌍둥이 건국자인 로물루스와 레무스에게 젖을 물리는 모습을 나타내고 있다. 로마 신화에 의하면, 쌍둥이 형제의 조부인 누미토르 왕이 알바 롱가에서 형제인 아물리우스에게 왕위를 찬탈당하던 때, 찬탈자는 형제를 테베레강으로 던져버리라고 명령했다. 이 둘은 암늑대에게 구해져 돌봐지다가 목동 파우스툴루스에게 발견되어 길러졌다.
카피톨리나 늑대상에 대한 제작 시기와 기원은 논란 중에 있다. 이 청동상은 오랜 기간 기원전 1세기의 에트루리아 시대의 물건, 쌍둥이 부분은 조각가 안토니오 델 폴라이우올로 추정되는 인물이 15세기 후반에 추가된 것이라 생각되었었다. 하지만 방사성 탄소 연대 측정 및 열발광측정법에서 늑대 부분이 1021년과 1153년 사이에서 주조되었다고 나타내지만, 그 결과 시기는 자주 변화하며, 재추정한 시기에 대한 합의는 아직까지 없다. 이 주제에 대한 콘퍼러스에서, 학계 대부분은 고대 에트루리아 기원을 지지하고 있고, 금속 분석에 대해서는 중세 시대 때 운영된 광산에서 비롯한 납에서 나온 결과라 주장한다.
암늑대의 젖을 빠는 로물루스와 레무스의 형상은 고대 시대 이래로 로마의 상징이었으며, 고대 로마 신화의 가장 인지도 높은 초상 중 하나이다. 1471년 이래로 이탈리아 로마의 캄피돌리오 언덕 (옛 카피톨리노 언덕)에 있는 카피톨리니 미술관과 캄피돌리오 광장에 있었으며, 여러 복제품들이 전 세계 다양한 장소들에 존재한다.

## 묘사
카피톨리나 늑대상은 실제 늑대보다 다소 크며, 높이는 75 cm (30 in)이고 지름은 114 cm (45 in)이다. 늑대는 위험 대상을 주시하는, 귀를 세우고 눈을 노려본 채 긴장하고 초조한 모습으로 묘사된다. 이와 대조적으로 완전히 다른 방식으로 제작된, 인간 쌍둥이들은 젖 빠는 것에 몰두한 채 자신들의 주변의 것들에 대해서 모르고 있다.

## 기원 및 시기에 대한 추정
로물루스와 레무스의 전설에서 암늑대는 고대 시대부터 로마의 상징으로서 여겨졌다. 일부 고대 사료들은 쌍둥이들에게 젖을 물리는 늑대를 묘사하는 조각상들에 대해서 언급한다. 리비우스는 '로마사'에서 기원전 295년 팔라티노 언덕의 맨 아래 늑대상이 세워져 있다고 하였다. 대 플리니우스는 포로 로마노에 있는 암늑대상의 존재에 대해 언급하는데 "아투스 나비우스가 예언을 하는 동안 늑대가 코미티움을 지나갔다고 한 것처럼, 청동으로 이뤄진 기적이라 하였다". 키케로는 암늑대상이 카피톨리노 언덕에 있던 많은 성물들 하나이며 기원전 65년에 운 나쁘게도 번개를 맞았다고 언급하였다: "카피톨리노에 있는 아기가 늑대의 젖을 빨고 있는 그 조각상은 금박으로 되어 있었다." 키케로는 또한 '예언에 대하여' 1장 20절과 2장 47절에서 이 늑대를 언급하기도 했다.
카피톨리나 늑대상은 기원전 65년의 번개를 맞은 것에 해당하다고 여겨지는, 조각상의 발 쪽의 손상 부위 때문에 키케로가 언급한 그 조각상이라고 널리 생각되었다. 18세기 독일 미술사가 요한 요아킴 빈켈만은 늑대의 털이 묘사된 방법을 근거로 하여 기원전 5세기의 에트루리아 제작자가 만든 것이라 보았다. 처음에는 유피테르 카피톨리누스 신전을 장식했던 베이 출신 예술가 불카가 제작한 것으로 보았으며, 그 뒤에는 기원전 480년-470년경의 정체 불명의 에트루리아 예술가가 만든 것으로 재추정하였다. 빈켈만은 쌍둥이상에 대해서는 르네상스 시기의 것이라 정확하게 밝혀냈는데 이 조각상은 서기 1471년 혹은 그 이후에 추가된 것으로 본다.
19세기 동안, 다수의 연구자들이 빈켈만의 청동상 시기 추측에 대해서 의문을 표하였다. 로마 고고학회의 총무 아우구스트 에밀 브라운은 1854년에 늑대상의 발 부위의 손상이 주조 중에 실수로 생긴 것이라 주장하였다. 루브르의 보존 전문가 빌헬름 프뢰너는 1878년에 이 청동상의 양식이 에트루리아 예술보다는 카롤링거 예술의 것으로 본다고 하였으며, 1885년 빌헬름 폰 보데 역시도 이 늑대상이 중세 시대의 작품이라는 것이 유력하다는 관점을 표하기도 했다. 이 관점들은 그럼에도 대부분 받아들여지지 않았고, 20세기경에 들어 잊혀졌다.
2006년에, 이탈리아 미술사가 안나 마리아 카루바 그리고 고고학자 아드리아노 라 레지나는 주조 기술 분석을 바탕으로 하여 늑대상의 전통적인 시기 추측에 대해 이의를 제기하였다. 카루바는 1997년에 늑대상을 복원하는 일을 맡았고, 이때 어떻게 이 청동상이 만들었는가를 검사해볼 수 있었다. 그녀는 청동상이 로스트 왁스 주조법의 변형 형태를 사용하여 한덩이로 주조되었음을 발견해냈다. 이 기술은 고전 고대 때 사용되지 않았는데 고대 그리스와 로마 시대의 청동상들은 보통 여러 조각들로 만들어졌으며 이 방식은 한번에 전체를 주조하는 것보다 실패 가능성이 낮아 고품질의 주조를 가능케 하였다. 그렇지만 단일 주조 방식은 종이나 대포 등 높은 수준의 강성을 필요하는 청동 제품을 생산하기 위해 중세 시대 때 널리 사용되었다. 브라운처럼 카루바는 늑대의 발의 손상이 주조 과정 중에 실수에서 비롯한 것이라 주장했다. 추가적으로, 전직 로마의 고고학 유적지들의 관리자였던 라 레지나도 청동상의 미적 양식이 고대 시대보다는 카롤링거 및 로마네스크 예술과 유사하다고 하였다.
방사성 탄소 연대 측정 및 열발광측정법이 이 문제를 해결하기 위해 2007년 2월 살렌토 대학교에서 실시되었고, 그 결과에서 95.4%의 정확도로 청동상이 11세기와 12세기에 제작되었다고 나왔다.
늑대상의 안쪽에서 찾은 주물의 유기물을 근거로 한 2019년 방사선 연대 측정은 이 조각상이 중세 시대인 서기 11세기에서 12세기의 것이라는 것을 분명히 하였다.
하지만, 로마 영국학교의 존 오스본이 진행한 최근 연구에서는 방사성 탄소 연대 측정 및 열발광측정법이 전체적으로 일관성이 없다고 결론지었다. 그는 늑대상의 금속이 사르데냐의 구리를 사용한 에트루리아 방식으로 만들어졌고, 중세 시대 방식의 흔한 불순물에 대해 어떠한 징조도 없으며, 입증 책임 면으로 보았을 때 늑대상이 에트루리아의 것으로 간주되어야 한다고 결론지었다.

## 청동상의 역사

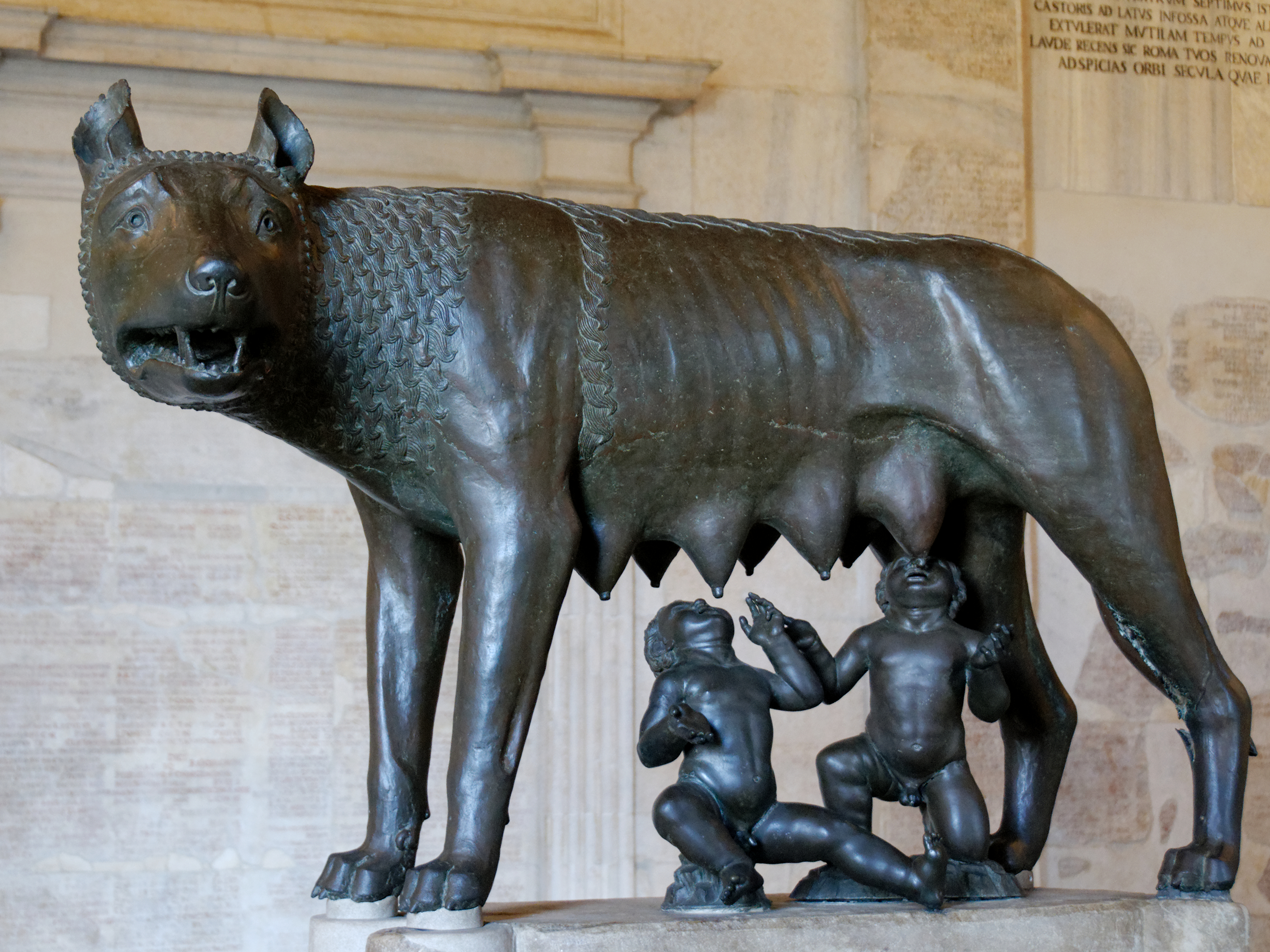
카피톨리니 박물관의 늑대상

카피톨리나 늑대상이 처음 세워진 시기는 불확실하며, 하지만 다수의 중세 문헌들은 교황의 라테라노 궁전에 있었다고 언급한다. 소락테의 베니딕트는 10세기에 쓴 연대기에서 라테라노 궁전 내 최고 재판소를 언급하는데, 궁전 내에서 이 재판소를 로마인들의 어머니, 즉 늑대라고 하였다. 이 '늑대'에서의 재판 및 집행 들은 1438년까지 기록에 남아 있다.
12세기 잉글랜드의 성직자 마지스테르 그레고리우스는 수필 'De Mirabilibus Urbis Romae'를 집필했고 그가 도외시한 조각에 대해서 부록에 기록을 남겼는데 늑대상은 라테라노 궁전으로 향하는 정문에 있는 포르티코에 있다고 하였다. 쌍둥이에 대해서는 언급하지 않으며, 늑대상이 인근에서 분수대 역할을 하던 청동 염소상에 몰래 접근하는 것처럼 세워져 있다고 기록했다. 마지스테르 그레고리우스가 생각하기를 늑대상 역시도 분수대 역할을 했으나, 발 부분이 떨어져 나가 그가 본 장소로 옮겨졌다고 한다.
만일 새롭게 추정된 시기가 받아들여질 경우에는, 오늘날 카피톨리나 늑대상은 베네딕트와 그레고리우스가 본 청동상일 리는 없을 것인데, 로마 시대의 늑대상에 대한 초기 혹은 소실된 묘사물에 대한 대체품일 수 있다. 1471년 12월에, 교황 식스토 4세는 현재의 청동상을 캄피돌리오 언덕의 [[콘세바토리 궁전]으로 옮기라 명령했고, 쌍둥이상이 그 시기 무렵으로 추가되었다. 카피톨리나 늑대상은 카피톨리노 박물관의 중심을 이루기 위해 같은 시기에 옮겨진 많은 다른 진품 고대 조각품들에 더해졌다.

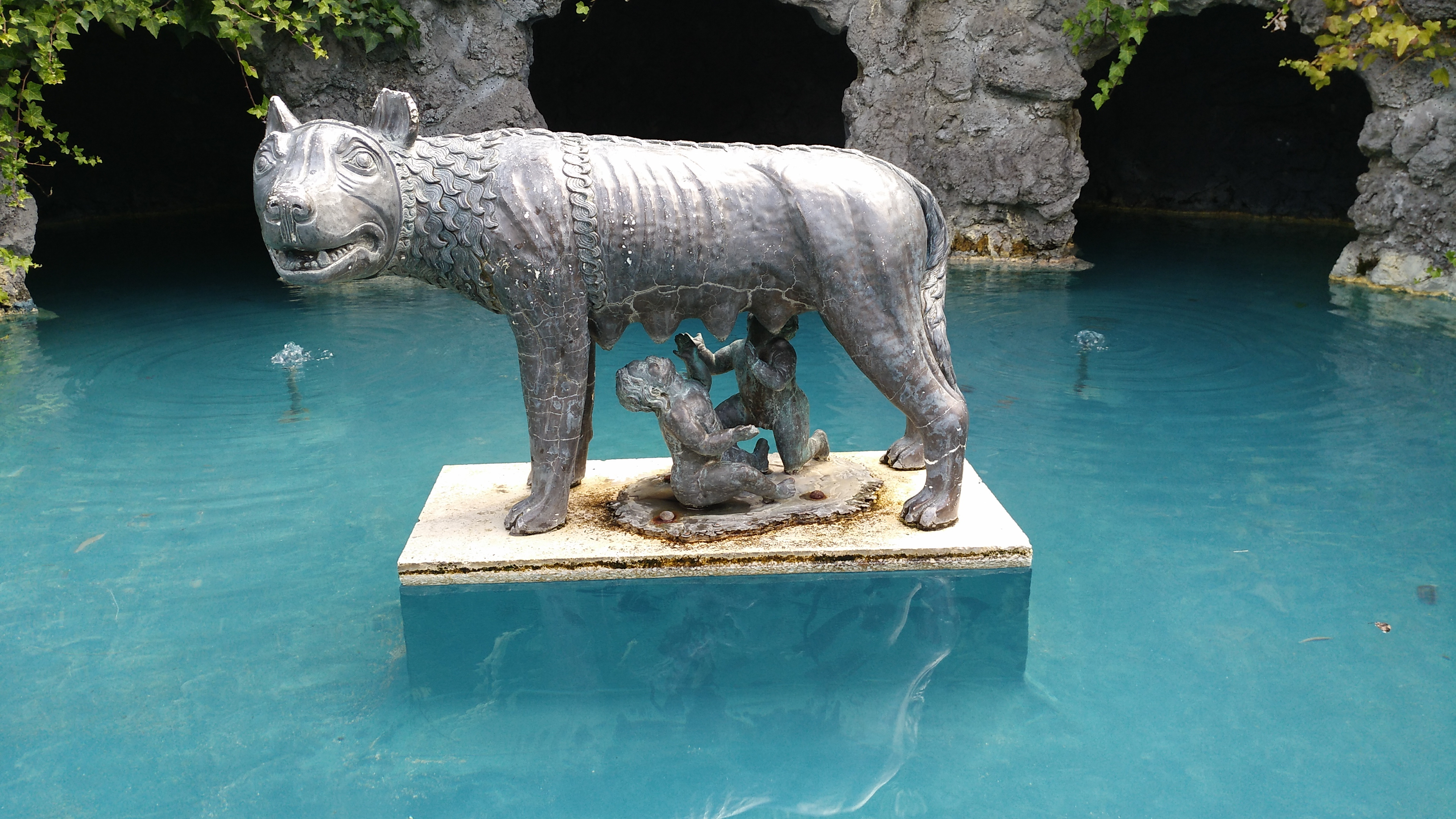
뉴질랜드 해밀턴 정원의 카피톨리나 늑대상

## 오늘날 사용과 상징성

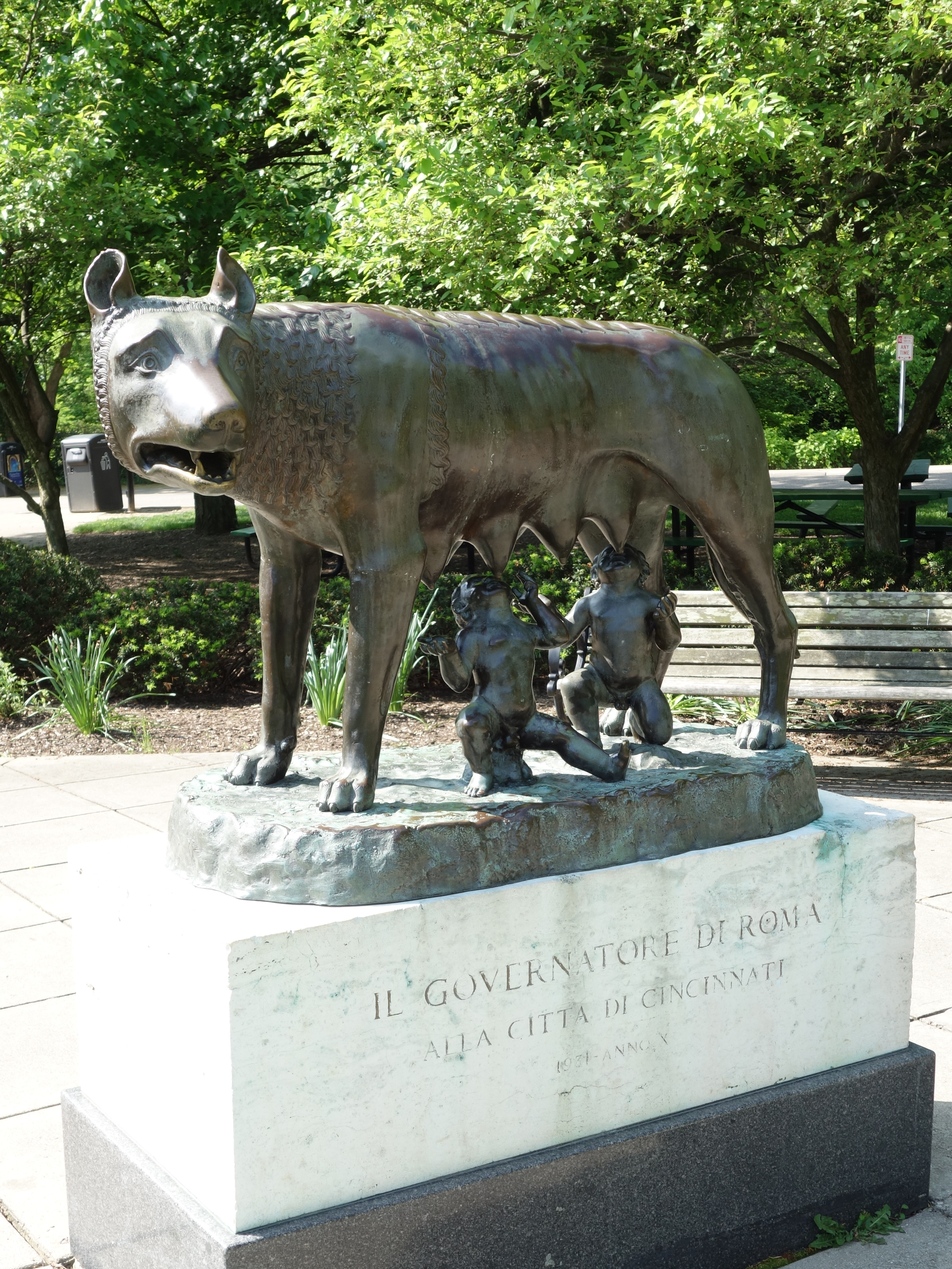
오하이오주 신시내티의 이던 공원 내 카피톨리나 늑대상

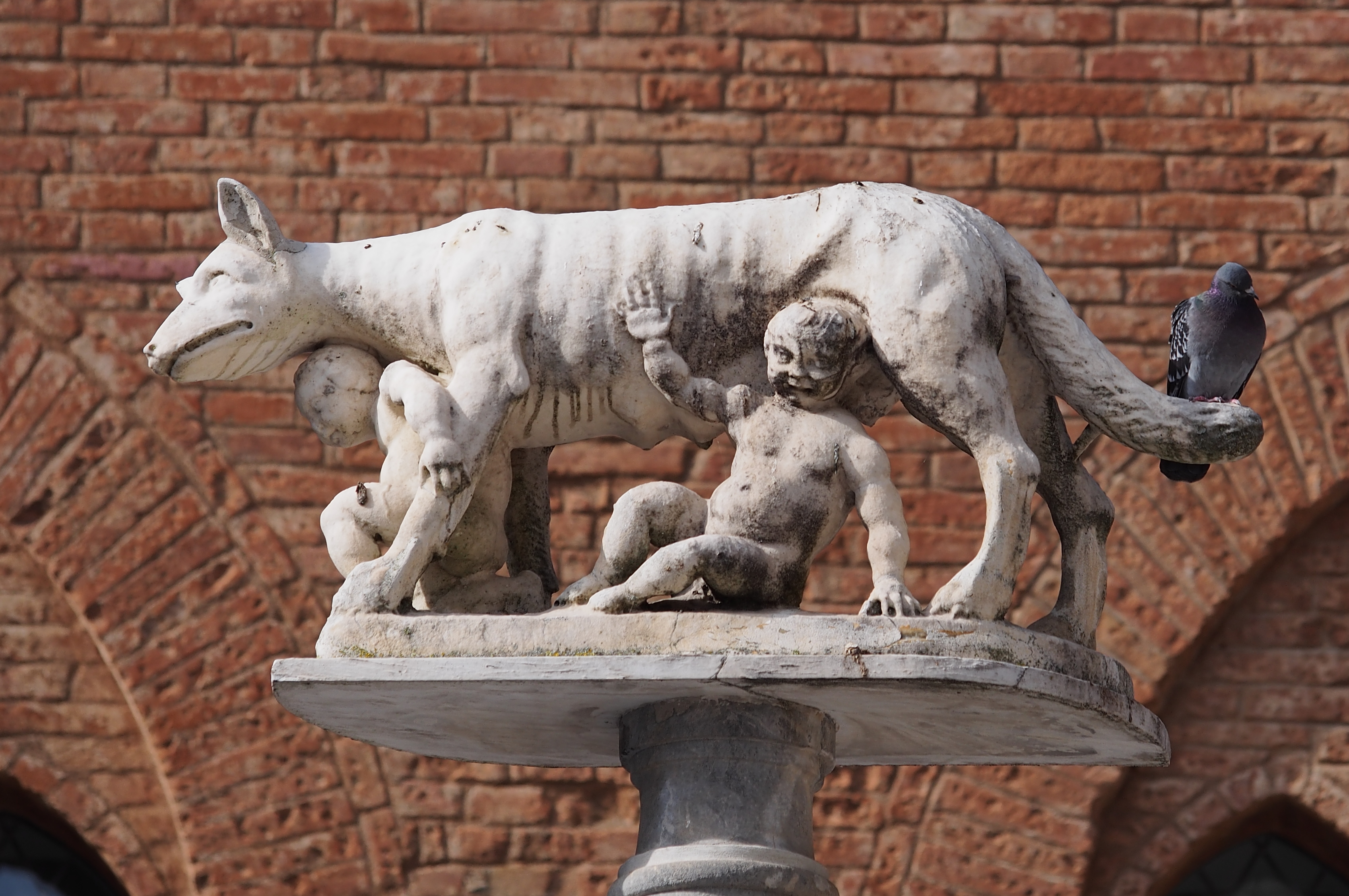
시에나 두오모의 카피톨리나 늑대상. 전설에 의하면 시에나는 레무스의 쌍둥이 아들 세니우스와 아스키우스가 세웠다고 한다. 이들이 로마에서 도망칠 때, 시에나로 암늑대 청동상을 가져왔고 이것이 시에나의 상징이 되었다고 한다.

카피톨리나 늑대상의 형상을 베니토 무솔리니가 좋아했는데, 그는 자기 자신을 '새로운 로마'의 건설자로서 모습을 나타내며 전세계의 여러 장소들에 청동상의 복제품들을 기증했다. 미국과의 친선을 도모하기 위하여, 그는 미국 도시들에 카피톨리나 늑대상 복제품 몇 개를 보냈다. 1929년에 그는 신시내티의 미국 이탈리아 형제단의 대협의회에 복제품을 보냈다. 1931년에 다른 복제품으로 교체되었고, 이 청동상은 현재까지 신시내티 이든 파크에 있다. 또 다른 복제품은 같은 해 조지아주 롬에 보내졌다. 세 번째 복제품은 제2차 세계 대전 참전 용사 알폰소 펠리시가 1956년에 뉴욕주 롬에 들여왔다.
카피톨리나 늑대상은 로마에서 열린 1960년 하계 올림픽에서 엠블럼 및 포스터로 사용되었다. 로마 축구 클럽 AS 로마는 마찬가지로 엠블럼으로 사용한다.
아티 립의 레코드 레이블 'Family Productions'의 로고로 사용되었으며, 이 레이블은 솔로 아티스트로서 빌리 조엘의 첫 앨범 'Cold Spring Harbor'를 1971년에 발매했었다. 계약 의무 사항으로 인해, 빌리 조엘이 컬럼비아 레코드와 계약한 이후에도 여러 그의 앨범에 계속해서 등장하였다.
1990년대의 보존 프로그램이 착수되어 카피톨리나 늑대상과 그 도상에 관한 전시전이 열렸다.
앤서니 만의 1964년 서사 영화 '로마 제국의 멸망'에서 확대화 된 카피톨리나 늑대상 복제품 소품이 원로원 건물의 뒤쪽에 있는 공화정의 상징으로서 등장하며, 실제로는 이곳에 빅토리아 여신의 제단과 조각상이 있었을 것이다.

## 참고 문헌
- Lombardi, G. (2002). “A petrographic study of the casting core of the Lupa Capitolina”. 《Archaeometry》 44 (4): 601ff. doi:10.1111/1475-4754.t01-1-00088. (X-ray diffractometry, thermal analyses, chemistry and thin sections identify the casting site in the lower Tiber valley.)

## 추가 서적 자료
- Carcopino, J. (1925). 《La louve du capitole》 (프랑스어). Paris: Les Belles Lettres. OL 16519753M. (This paper initiated modern research into the sculpture's history.)